# Copidosoma melanocerum
Copidosoma melanocerum is een vliesvleugelig insect uit de familie Encyrtidae. De wetenschappelijke naam is voor het eerst geldig gepubliceerd in 1900 door Ashmead.